# Starter (meccanica)

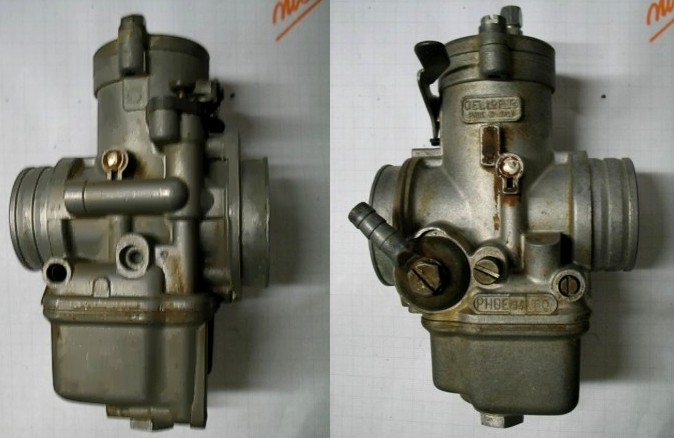
Carburatore motociclistico con starter a condotto dedicato (visibile a sinistra)

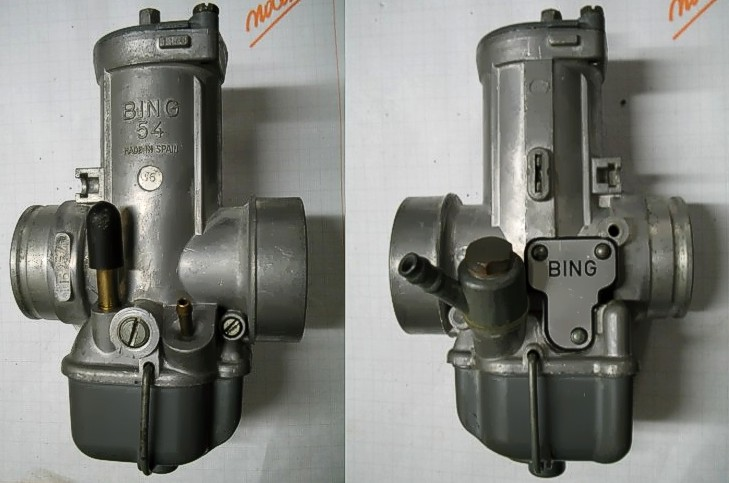
Carburatore motociclistico con starter (pulsante nero) per l'abbassamento del galleggiante (visibile a sinistra)

L'arricchitore, comunemente definito starter, è un dispositivo che permette l'avviamento dei motori ad accensione comandata, quando questi motori non sono alla temperatura minima di funzionamento. Il dispositivo può essere di tipo meccanico o elettronico.
Lo starter non è presente sui motori alimentati a iniettore, perché è lo stesso iniettore che può svolgere la funzione dello starter.

## Funzione
Questo dispositivo ha la funzione di modificare la miscela aria/benzina, in modo da avere più benzina del normale, dato che nelle condizioni di temperatura bassa parte della benzina non partecipa alla carburazione perché va a condensarsi sulle pareti del cilindro e nel caso del motore a due tempi anche sul carter motore. Per questo motivo viene utilizzato lo starter, perché altrimenti si avrebbe una combustione con una miscela magra (povera di benzina), che porta a detonazione e quindi a un cattivo funzionamento del motore, il quale potrebbe facilmente spegnersi.

## Azionamento
Gli starter possono essere azionati in vario modo:

### Manualmente
Lo starter ad azionamento meccanico sta andando sempre più in disuso e viene sostituito dallo starter elettronico.
Questi starter meccanici infatti venivano azionati dal conducente, ma se il conducente si dimenticava di disinserire lo starter il motore una volta riscaldato a sufficienza, andava incontro a consumi più elevati, peggiore combustione e quindi a una minore potenza sviluppata e in più aumentava di molto i gas di scarico.
Attualmente questi starter sono stati eliminati sulle autovetture, mentre sono rimasti sui motocicli e ciclomotori, subendo però in alcuni casi qualche cambiamento, in modo che si disinseriscano automaticamente nel momento che si dà gas, in modo da evitare tutte la problematiche prima enunciate.

### Elettronicamente

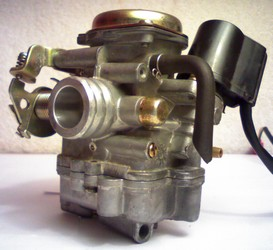
Carburatore motociclistico a depressione con starter elettronico con condotto dedicato

Lo starter ad azionamento elettronico è un dispositivo che è montato di serie su tutti gli autoveicoli e su qualche motociclo.
Questi dispositivi stanno diventando sempre più presenti per via delle norme anti-inquinamento, le quali richiedono basse emissioni anche all'avvio del motore; questi dispositivi vengono governati da una centralina, la quale rileva vari parametri, come temperatura esterna, temperatura del motore e via dicendo; con tutti questi parametri rilevati la centralina determina per quanto tempo e in alcuni casi di quanto si deve aumentare la quantità di carburante.

### Termicamente
Per i mezzi con sistemi di raffreddamento a liquido si possono avere dei sistemi automatici basati su una termovalvola, che si basano sulla temperatura del liquido di raffreddamento e gestisce il circuito di avviamento in modo del tutto autonomo.

## Azione
Gli starter possono agire in vari modi

### Restrizione del venturi
Questa tecnica viene utilizzata sui carburatori più piccoli ed economici ed è solo ad azionamento manuale. la sua azione sta nell'occludere la presa del venturi con un disco, che permette il transito dell'aria tramite un piccolo foro presente su tale disco, in modo che la miscela si arricchisca di benzina, questo sistema viene generalmente autodisattivato con il completo azionamento del comando del gas.

### Abbassamento del galleggiante
Questa tecnica viene utilizzata sui carburatori medio-grandi economici ed è solo ad azionamento manuale ed è la tecnica più difficile da attuare. La sua azione consiste nell'abbassamento del galleggiante tramite un "agitatore", in modo che lo spillo comandato da tale galleggiante permetta un ulteriore innalzamento del livello della benzina nella vaschetta carburante, in modo che la depressione del venturi  riesca ad aspirare maggiore benzina.

### Condotto dedicato

Starter di un carburatore automobilistico
1) Starter disinserito
2) Starter inserito

Nei carburatori di medie e grandi dimensioni, si preferisce ricavare un condotto specifico posizionato in parallelo al condotto principale e che bypassa la valvola gas, questo sistema essendo un circuito dedicato necessita pure di un getto dedicato.
La sua azione si somma a quella del circuito del minimo del condotto principale e con il suo azionamento si ha un innalzamento del regime motore e può essere azionata sia manualmente che elettronicamente.

### Modificazione dell'iniezione
Nei motori a iniezione per poter apportare maggiore carburante si fa in modo che la centralina del sistema d'alimentazione, aumenti leggermente l'apertura delle valvole a farfalla presenti nei corpi farfallati e comandi l'iniettore in modo che questo inietti una quantità maggiore di carburante rispetto all'aria immessa, generalmente questo controllo è automatico, ma in alcuni casi può essere comandato dal conducente.